# Bahnbetriebswerk Wuppertal-Langerfeld
Das vormalige Bahnbetriebswerk Wuppertal-Langerfeld lag an der heute als Bahnstrecke Elberfeld–Dortmund bezeichneten Bahnlinie. Diese kreuzte bei Langerfeld die Bahnstrecken Düsseldorf-Dortmund-Süd und Wuppertal-Oberbarmen–Opladen. Es gab hier ab 1910 einen regen Durchgangsverkehr der Kohlenzüge aus dem Ruhrgebiet in Richtung Remscheid und Solingen. und somit einen Bereitstellungsbedarf an  betriebsbereiten Dampflokomotiven, der damals von den Bw'en Barmen-Rittershausen (ab 1930 Wuppertal-Oberbarmen), Wuppertal-Steinbeck und Vohwinkel geleistet wurde. Das  Bw Langerfeld entstand 1911 in der Nachfolge des wegen Platzmangels aufgegebenen Bw Barmen-Rittershausen, es war vorwiegend zuständig für die Bereitstellung von Dampflokomotiven für regionale und ab Oberbarmen bzw. Langerfeld eingesetzte Züge. Ebenso mussten viele Rangiermaschinen gestellt werden.
Das BW Langerfeld hatte bei seinem höchsten Entwicklungsstand neben den für Dampflokomotiven üblichen Versorgungs-, Entsorgungs- und Reinigungsanlagen noch zwei Ringlokschuppen, wobei der zuerst gebaute westliche Rundschuppen eine Drehscheibe mit einer 17,55 Meter- und 25 überdachte Standplätze hatte. Der zweite Rundschuppen hatte eine 23-Meter-Drehbühne und 28 Standplätze. Während des Zweiten Weltkriegs wurden beide Schuppen teilweise zerstört. Zwei Stände des westlichen Schuppens behielten ihr Dach und wurden genutzt, die anderen Teile wurden in den 1950er Jahren abgetragen. In diesem Bereich gab es dann viele Freistände. Beim östlichen Schuppen war der an der Ausfahrt gelegene Teil stark in Mitleidenschaft gezogen und wurde vollständig restauriert.
Im Jahre 1950 waren dem Bw Langerfeld 48 Maschinen zugeteilt bzw. dort beheimatet. Diese waren:
- 13 Maschinen der Baureihe 38.10 (ehemals Pr. P 8)
- 9 Maschinen der DR-Baureihe 50
- 6 Maschinen der Baureihe 55.16 (ehemals Pr. G 8)
- 10 Maschinen der Baureihe 57.10 (ehemals Pr. G 10)
- 5 Maschinen der Baureihe 78.0 (ehemals Pr. T 18)
- 2 Maschinen der Baureihe 91.3 (ehemals Pr. T 9.3)
- 3 Maschinen der Baureihe 93.5 (ehemals Pr.T 14.1)

Mit der Einführung des elektrischen Zugbetriebes im Raum Köln, Düsseldorf, Hagen und Dortmund ab Juni 1964 wurde das Bw Langerfeld überflüssig und wurde aufgelöst. In den 1970er Jahren wurde das Gebiet teilweise noch zum Abstellen von Güterwaggons und einigen Museumsfahrzeugen genutzt, bis Anfang der 1980er Jahre die restlichen Gebäudeteile abgerissen wurden.